# Pico do Fogo
Pour les articles homonymes, voir Pico (homonymie).
Le Pico do Fogo est un stratovolcan situé sur l'île de Fogo, au Cap-Vert, point culminant du pays avec 2 829 m d'altitude. Il est également le plus haut sommet d'Afrique de l'Ouest et le second de Macaronésie après le Teide.

## Géographie

### Situation, topographie
Le Pico do Fogo est le point culminant du Cap-Vert avec 2 829 m d'altitude,, soit 6 000 m au-dessus du plancher océanique.
Le cône volcanique du Fogo stricto sensu est un stratovolcan édifié dans la caldeira de Chã das Caldeiras, large de neuf kilomètres et située au sommet du volcan bouclier dont l'île de Fogo constitue la partie émergée,.

### Géologie
Le Pico do Fogo est un volcan de point chaud lié au panache mantellique capverdien, actif depuis 22-24 millions d'années, qui a créé une succession d'îles dont l'âge décline de l'est vers l'ouest. Fogo est la plus jeune de ce groupe et la seule qui a été active au temps historique. Elle a commencé à se former sous la mer il y a 4,5 millions d'années en produisant d'abord des carbonatites et des basaltes alcalins. Cette phase a été suivie par les laves du groupe Monte Barro, puis du groupe Monte Amarelo, constitué de cônes de scories et de laves fortement alcalines. Cette troisième phase s'est terminée il y a 73 000 ans dans un gigantesque glissement de terrain d'une centaine de km3 qui a provoqué un mégatsunami de 170 mètres de haut qui a essentiellement frappé l'île voisine de Santiago. Il est aussi à l'origine de la caldeira. C'est depuis cette date que le Pico do Fogo proprement dit a commencé de croître et de remplir la caldeira pour former une couche de 2 km d'épaisseur.

## Histoire éruptive
Surveillé depuis le XVe siècle, le Pico do Fogo est entré 30 fois en éruption. Alors que celles-ci se produisaient à son sommet jusqu'en 1769, les éruptions suivantes ont lieu sur les flancs au niveau d'une fissure (1785, 1799, 1847, 1852, 1857, 1951, 1995, 2014). Elles produisent essentiellement de la basanite et de la téphrite.
Le Pico do Fogo entre en éruption à partir du 23 novembre 2014 ; des coulées de lave s'écoulent dans la caldeira de Chã das Caldeiras. Le petit village de Portela a quasiment disparu sous les laves du volcan. En dehors du monde lusophone, l'éruption du Pico do Fogo n'intéresse guère les médias internationaux comme le font remarquer dans leurs blogs le géographe franco-allemand Christophe Neff, qui parle de « l'éruption oubliée », et le géologue britannique David Rothery. Après 77 jours de phase éruptive, le volcan a cessé son activité le 8 février 2015.

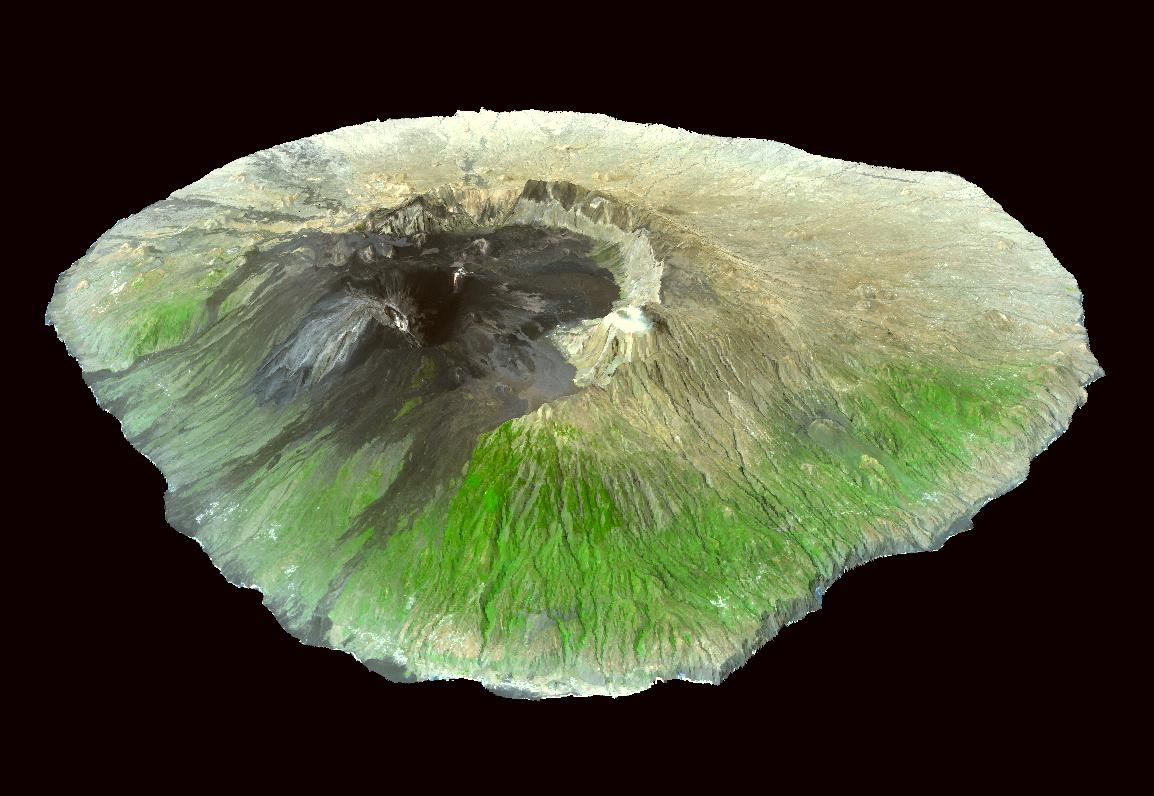
Image tridimensionnelle de l'île de Fogo en direction du sud-sud-ouest montrant la Chã das Caldeiras avec le Pico do Fogo en son sein.

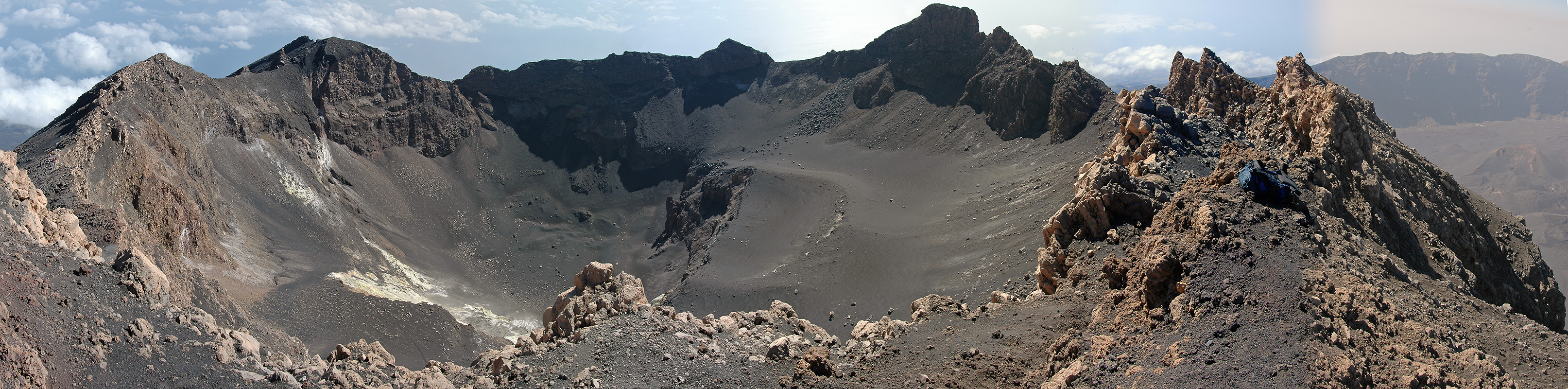
Vue panoramique du cratère sommital du Pico do Fogo.